# Jim Clark (roer)
Richard James "Jim" Scott Clark (født 15. juli 1950) er en britisk tidligere roer.
Clark var med i Storbritanniens otter, der vandt sølv ved OL 1976 i Montreal. Briterne blev i finalen kun besejret af Østtyskland, der vandt guld, mens New Zealand tog bronzemedaljerne. Den øvrige besætning i briternes båd var Richard Lester, John Yallop, Timothy Crooks, Hugh Matheson, David Maxwell, Frederick Smallbone, Lenny Robertson og styrmand Patrick Sweeney. Han deltog også ved OL 1972 i München og ved OL 1980 i Moskva.
Clark vandt desuden to VM-sølvmedaljer, en i otter ved VM 1974 i Luzern og en i toer uden styrmand ved VM 1977 i Amsterdam.

## OL-medaljer
- 1976:  Sølv i otter